# Nokia 1610

Nokia 1610 este un telefon mobil produs de Nokia care a fost lansat în mai 1996. A fost al doilea telefon de buget după Nokia 2110.
Dimensiunile sunt 160 x 58 x 28 mm și are greutatea de 250 de grame cu bateria standard.
Are un ecran monocrom cu 2 linii cu 16 caractere.
Pe 20 martie 1997 Nokia a lansat Nokia 1610 Plus, o versiune îmbunătățită a Nokia 1610 care suporta SMS. Nokia a oferit o opțiune nouă, bateria cu panouri solare care a fost comercializat numai în Asia din aprilie 1997.
Nokia 1610 oferea până la șapte ore de convorbire și opt zile (200 ore) de stand-by.